# Procle de Règium
Procle (llatí: Proclus, grec antic: Πρόκλος) fou un metge grec nadiu de Règium, al país dels brucis. Era membre de la secta dels metòdics, i hauria viscut a la darrera part del segle i aC, car era més vell que Tessal i més jove que Galè.
És segurament el mateix Procle que esmenta Celi Aurelià, qui diu que era seguidor de Temisó de Laodicea. Pau Egineta esmenta un Procle que va descobrir un remei per la gota i la ciàtica, també mencionat per Joan Actuari, que podria ser el mateix.